# Hyèrské ostrovy

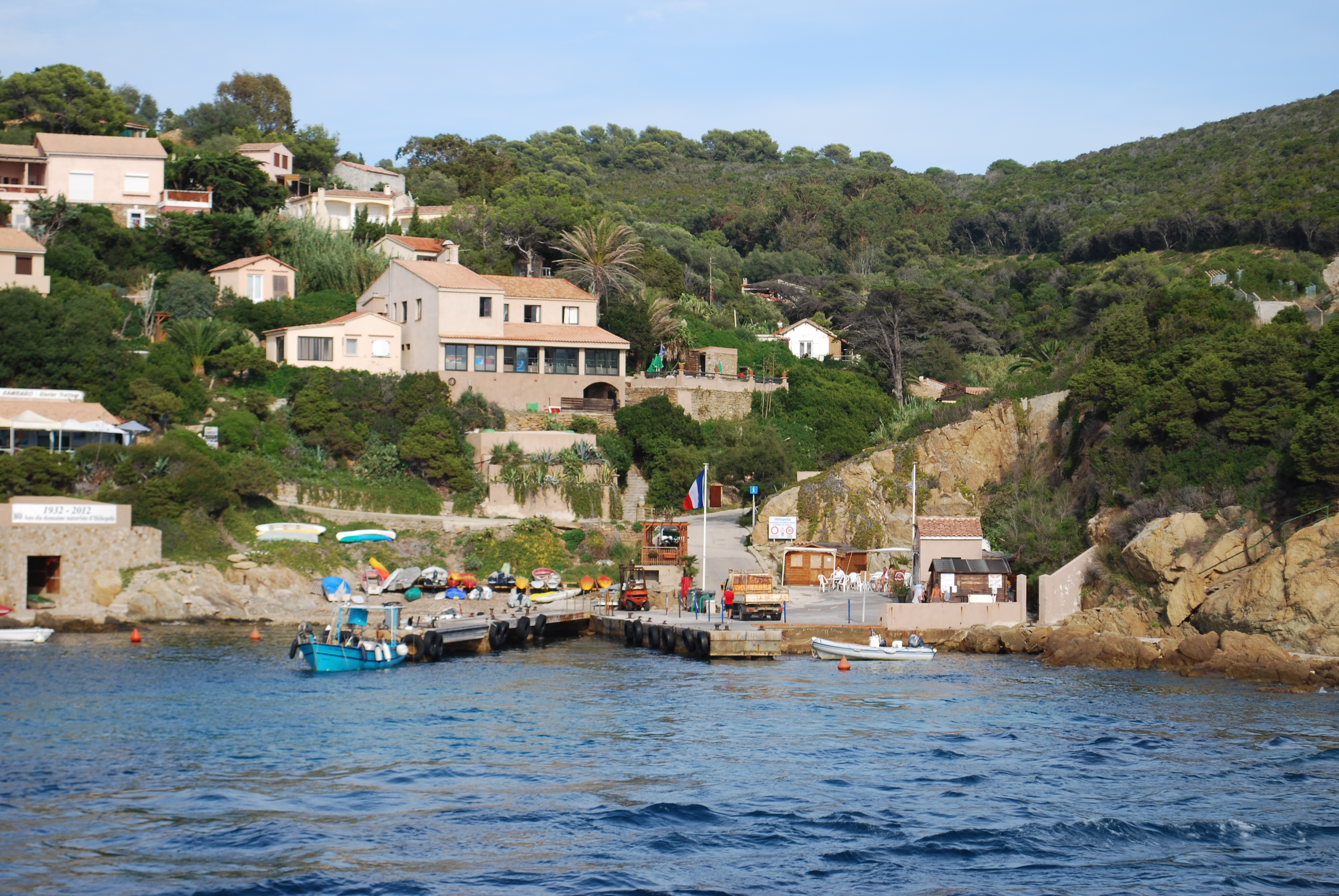
Přístav na ostrově Levant

Mapa ostrovů

Hyèrské ostrovy, neoficiálně Zlaté ostrovy (Îles d'Hyères, îles d'Or), je souostroví ve Středozemním moři, ležící nedaleko města Hyères ve francouzském departementu Var. Celková rozloha souostroví je 28,99 km². Z geologického hlediska jsou ostrovy pokračováním provensálského pohoří Massif des Maures. Nacházejí se zde ložiska slídy, jejíž třpyt ve slunci byl inspirací k názvu Zlaté ostrovy. Nejvyšším bodem je Mont Vinaigre na ostrově Port-Cros (199 m n. m.).

## Seznam ostrovů
- Porquerolles - 1 254 hektarů
- Île du Levant - 900 hektarů
- Port-Cros - 650 hektarů
- Île du Bagaud - 45 hektarů
- Île du Petit Langoustier
- Îlot de la Gabinière
- Rocher du Rascas

Ostrovy mají příznivé středomořské klima se 300 slunečnými dny v roce a mírnými zimami, obydleny byly už v době bronzové. Staří Řekové je znali pod názvem Stoechades („v řadě za sebou“). V roce 1199 založili cisterciáci na Porquerolles klášter Abbaye du Castelas, který byl však často sužován nájezdy pirátů. Na ostrovech měl své letní sídlo král František I. Francouzský. 13. července 1795 proběhla námořní bitva u Hyèrských ostrovů mezi loďstvem revoluční Francie a britskými interventy. V devatenáctém století byl na ostrovech zřízen tábor pro mladistvé provinilce. Ostrov Porquerolles proslul pěstováním vinné révy a ovoce. Souostroví je porostlé macchií, typickým stromem je borovice pinie. Největším sídlem je vesnice Porquerolles na stejnojmenném ostrově s kostelem a majákem, kde žije okolo 300 lidí. Na Île du Levant je základna francouzského námořnictva a nudistická kolonie Héliopolis, založená již v roce 1931, se zhruba 100 obyvateli. Ostrov Port-Cros s okolním mořem byl v roce 1963 vyhlášen národním parkem.